# Suore del Cuore Immacolato di Maria, Madre di Cristo
Le suore del Cuore Immacolato di Maria, Madre di Cristo (in inglese Sisters of the Immaculate Heart of Mary, Mother of Christ) sono un istituto religioso femminile di diritto pontificio: le suore di questa congregazione pospongono al loro nome la sigla I.C.M.

## Storia
La congregazione fu fondata a Ihiala, in Nigeria, e fu eretta con decreto del 7 ottobre 1937 di Charles Heerey (1890-1967), vescovo spiritano di Onitsha.
Nel 1944 la casa madre fu trasferita a Urualla e il 6 gennaio 1946 le prime aspiranti emisero la loro professione religiosa.
La prima filiale all'estero fu aperta nel 1966 in Sierra Leone; nel 1974 la congregazione ricevette il pontificio decreto di lode.

## Attività e diffusione
Le suore si dedicano all'insegnamento, all'assistenza a orfani e malati e all'apostolato missionario. I patroni dell'istituto sono san Giuseppe e santa Teresa di Lisieux.
Sono presenti in Africa (Ciad, Ghana, Kenya, Nigeria), in Europa (Germania, Italia, Regno Unito), nelle Americhe (Antigua, Canada, Montserrat, Stati Uniti d'America); la sede generalizia è a Onitsha.
Alla fine del 2008 la congregazione contava 902 religiose in 132 case.